# Vitos (Asturien)
Vitos ist eine von 7 Parroquias der Gemeinde Grandas de Salime in der autonomen Region Asturien, im Norden Spaniens.
Die 18 Einwohner (2011) leben in 25 Gebäuden auf einer Fläche von 6,28 km² was einer Bevölkerungsdichte von 2,9 Einw./km² entspricht. Die Gemeindehauptstadt Grandas ist circa zehn Kilometer entfernt. Die kleine Kirche von Vitos ist Johannes dem Täufer (San Juan Bautista) geweiht.

## Zugehörige Ortsteile und Weiler
- Brualla
- Magadán
- Puente de Vitos (A Ponte de Vitos im Asturischen)
- Vitos